# Slavechna
Slavechna är ett vattendrag i Belarus. Det ligger i den sydöstra delen av landet, 290 km sydost om huvudstaden Minsk.
I omgivningarna runt Slavechna växer i huvudsak blandskog. Runt Slavechna är det glesbefolkat, med 10 invånare per kvadratkilometer.